# 西田直嗣
西田 直嗣（にしだ なおつぎ、1968年8月 - ）は、日本の音楽家。群馬大学教育学部音楽教育講座作曲専攻教授。専門は作曲・音楽理論。

## 略歴・人物
岡山県倉敷市生まれ。1992年東京芸術大学音楽学部作曲科を首席で卒業。1995年東京芸術大学大学院音楽研究科作曲専攻修士課程修了。2001〜2005年群馬大学教育学部音楽教育講座（作曲）講師。作曲を河田文忠、北村昭、松下功に師事。
東京芸術大学在学中に安宅賞受賞。第1回東京室内楽作曲コンクール第一位。第61回、65回日本音楽コンクール作曲部門入賞。第10回吹田音楽コンクール作曲部門入賞。第60回、62回日本音楽コンクール入選。第13回奏楽堂日本歌曲作曲コンクール入選。第10回現音新人賞に入選。第17回日本歌曲振興会日本歌曲作曲コンクールにおいて、2作品がそれぞれ最優秀賞と優秀賞を受賞。第19回奏楽堂日本歌曲コンクール、中田喜直賞の部において優秀賞（最高賞）受賞。第21回奏楽堂日本歌曲コンクール、一般部門において第一位。第29回朝日作曲賞入選（佳作）。
2015年〜現在、群馬大学教育学部音楽教育講座（作曲）教授。（社）日本作曲家協議会、（社）日本歌曲振興会会員。大手拓次研究会会員。

## 作品
管弦楽
- PianoとSoprano Saxophoneと管弦楽の為の『THE DEPTHS OF SMILE – 微笑みの淵』(1991年）(学内にて安宅賞受賞)
- ピアノと管弦楽のための 『クリスタル・フィッション』（1994年）
- 管弦楽のための『藤紫のモルド』(1994年)（日本音楽コンクール入賞）
- ピアノと管弦楽のための 『女の樹海』(1996年)（日本音楽コンクール入賞）
- クラリネットクワイアーのための『ルツェルンの笛吹き』（2004年）

室内楽
- 『舞姫』/2Fl. Cl. Vn. Vc. Mb.(1991年）（日本音楽コンクール入選）
- 『モン・シェリー』/Hp. Vn. Od. Piano(1993年）（ACL青年作曲賞入選）
- ヴァイオリン独奏のための 『草の花』(1993年）（現音新人賞入選)
- チェンバロと弦楽四重奏のための 『遠い眼』(1993年）（日本音楽コンクール入選）
- ピアノとサキソフォン四重奏のための 『輝く朝焼けの彼方に』(東京国際室内楽作曲コンクール第1位）
- 弦楽四重奏のための『秘め事』(1995年）
- サクソフォン独奏のための 『秋のアノフェレス』(1997年)（サキソフォーン作曲コンクール入選）
- ピアノ独奏のための 『A LIGHT BLUE LINK』(1998年）
- サキソフォン独奏のための 『夏の分身』 (1998年）
- サキソフォン四重奏のための 『泣いた赤鬼』 (1999年）
- クラリネット独奏のための 『夏の分身II』(1999年)
- ピアノ四重奏のための 『秋の扇』(1999年)（吹田音楽コンクール入賞）
- 『秋の扇II』/piano Tb. Tp. Vn. Va. (1999年）
- ヴァイオリン独奏のための 『オレンジの皮』 (2001年)
- 独奏トロンボーンのための 『六月の封印』(2002年) 川島素晴・堰合聡・西田直嗣・米倉香織/合作
- 『ルツェルンの笛吹きII』/Solo Cl. Fg. Tp. Tb. Piano (2003年)
- Violin とPiano のための「遠い眼II」(2005年）
- 打楽器アンサンブルのための「Myosotis alpestris」(2007年）
- ヴァイオリンとピアノのための『9 Waves』（2007年）
- ピアノ独奏のための『萩の舞』(2009年)

合唱曲
- 混声三部合唱のための『ばらのあしおと・日輪草』詩/大手拓次（2004年）
- 混声三部合唱のための『わたしの道』詩/宮 ゆりか (2006年）
- 二部合唱のための『からっかぜ』詩/三木かほり (2006年）
- 混声三部合唱のための 組曲『薔薇のもののけ』詩/大手拓次（2007年）
- 混声四部合唱のための『こころ』詩/萩原朔太郎 （2007年）
- 混声四部合唱のための『海と空の向こうに』詩/北川雅子 (2008年）
- 混声四部合唱のための『シルクドリーム』詩/渋谷弘子（2008年）
- 混声四部合唱のための『緑の大地』 詩/田代好子 (2008年）
- 混声三部合唱のための『共に生きる青い星』(2008年）
- 混声四部合唱のための、萩原朔太郎の詩による合唱組曲「こころ」 詩/萩原朔太郎 (2013年）
- 混声四部合唱のための 組曲『薔薇のもののけ』詩/大手拓次（2014年）
- 萩原朔太郎の五つの詩による混声合唱組曲『変身物語』詩/萩原朔太郎（2016年）
- 大手拓次の詩による混声合唱のための『七色の薔薇』詩/大手拓次（2018年）

歌曲
- バリトンとピアノのための 『通夜』詩/森崎昭生 (2002年）（奏楽堂日本歌曲コンクール作曲部門入選）
- ソプラノ独唱のための『男について』詩/滝口雅子（2007年）
- ソプラノ独唱のための『秋の接吻』詩/滝口雅子（2007年）
- ソプラノ独唱のための『昔の恋』詩/大手拓次（2009年）
- ソプラノ独唱のための『胡蝶蘭の白い花』詩/清岡卓行（2009年）
- ソプラノ独唱のための『こころ』詩/萩原朔太郎（2009年）
- ソプラノ独唱のための『問いかけ』詩/滝口雅子（2009年）
- ソプラノ独唱のための『蟹』詩/ 三好達治（2009年）
- ソプラノ独唱のための『幻の花』詩/石垣りん（2009年）
- ソプラノ独唱のための『紙風船』詩/黒田三郎（2009年）
- ソプラノ独唱のための『シラネアオイ』詩/林 哲也（2009年）(日本歌曲振興会日本歌曲コンクール優秀賞）
- ソプラノ独唱のための『雪月花』詩/芝 洋美（2009年）(日本歌曲振興会日本歌曲コンクール最優秀賞）
- ソプラノ独唱のための『すぎし日のばらの花』詩/大手拓次（2009年）
- ソプラノ独唱のための『ひとつの薔薇』詩/大手拓次（2009年）
- 3重唱のための、組曲『薔薇もののけ』詩/大手拓次 （2010年）
- メゾ・ソプラノ独唱のための「源氏物語より『宇治の姉妹〜橋姫』」詩/鈴木比呂志（2010年）
- メゾ・ソプラノ独唱のための「源氏物語より『宇治の花あはれ〜大君という女』」詩/鈴木比呂志（2010年）
- ソプラノ独唱のための「竹久夢二の詩による３つの歌』詩/竹久夢二（2012年）

（奏楽堂日本歌曲コンクール作曲部門中田喜直賞の部優秀賞）
- ソプラノ独唱のための「大手拓次の詩による『4つの薔薇の歌』」詩/大手拓次（2014年）

（奏楽堂日本歌曲コンクール作曲部門一般部門第１位）

## 出版
- 「草の花」(社)日本作曲家協議会 （1996年）
- 「輝く朝焼けの彼方に」国際芸術連盟 （1947年）
- 「ア・ライトブルー・リンク」(社)日本作曲家協議会 （2000年）
- 混声四部合唱のための 「ばらのあしおと・日輪草」(株)プリズム（2012年）
- 混声四部合唱のための 組曲『薔薇のもののけ』(株)東京ハッスル・コピー（2014年）
- 萩原朔太郎の五つの詩による混声合唱組曲『変身物語』(株)東京ハッスル・コピー （2018年）